# 艾希科格爾山 (維也納)
48°7′35″N 16°13′6″E / 48.12639°N 16.21833°E

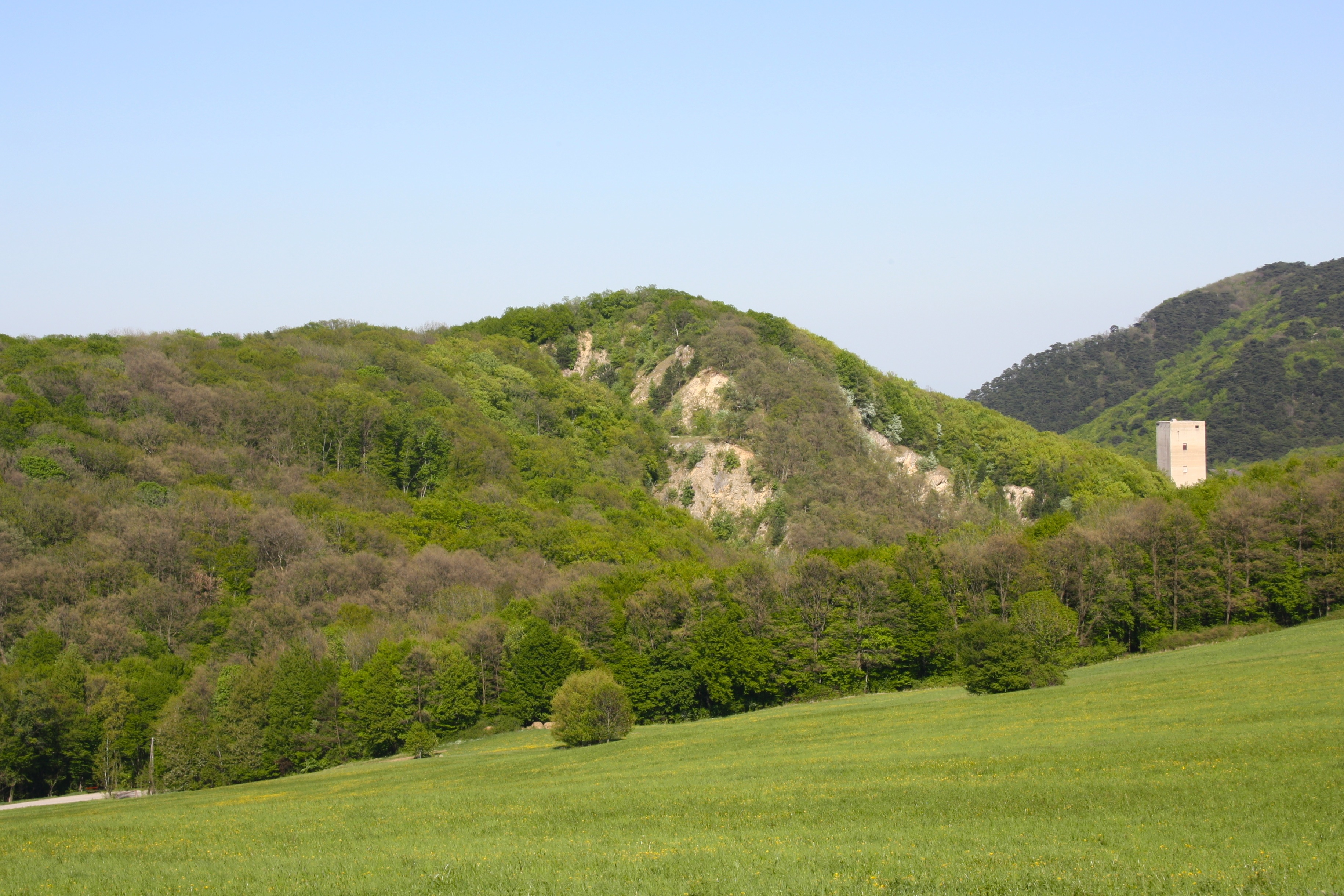

艾希科格爾山（德語：Eichkogel），是奧地利的山峰，位於該國東北部，由維也納負責管轄，屬於維也納林山的一部分，海拔高度428米，每年平均降雨量904毫米。